# Hideaki Sena
Hideaki Sena,  (秀明 瀬名?, Hideaki Sena) pseudonimo di Hideaki Suzuki (秀明 鈴木?, Hideaki Suzuki) (Shizuoka, 17 gennaio 1968), è uno scrittore giapponese.

## Biografia
Si è laureato all'Università di Tohoku nel 1990 in scienze farmaceutiche, e nel 1996 ha compiuto il dottorato. Nel 2006 gli è anche stata consegnata una cattedra nella stessa università.
Il romanzo che lo ha introdotto alla carriera di scrittore, nonché quello più conosciuto, è Parasite Eve, di cui ne è stato tratto un adattamento cinematografico e anche un seguito come videogioco. Successivamente scrisse BRAIN VALLEY, che gli valse il premio Nihon SF Taisho. Si è dedicato anche alla saggistica, e non solo ai romanzi.

## Opere
- Parasite Eve (1995)
- BRAIN VALLEY (1997)
- Museo d'agosto (2000)
- Robot del XXI secolo (2001)
- Il planetario arcobaleno (2001)
- Robot del domani (2002)
- La Time Machine del cuore! (2002)
- Robot Opera (2004)
- Scienza del paese delle meraviglie (2006)[2]